# Obertauern

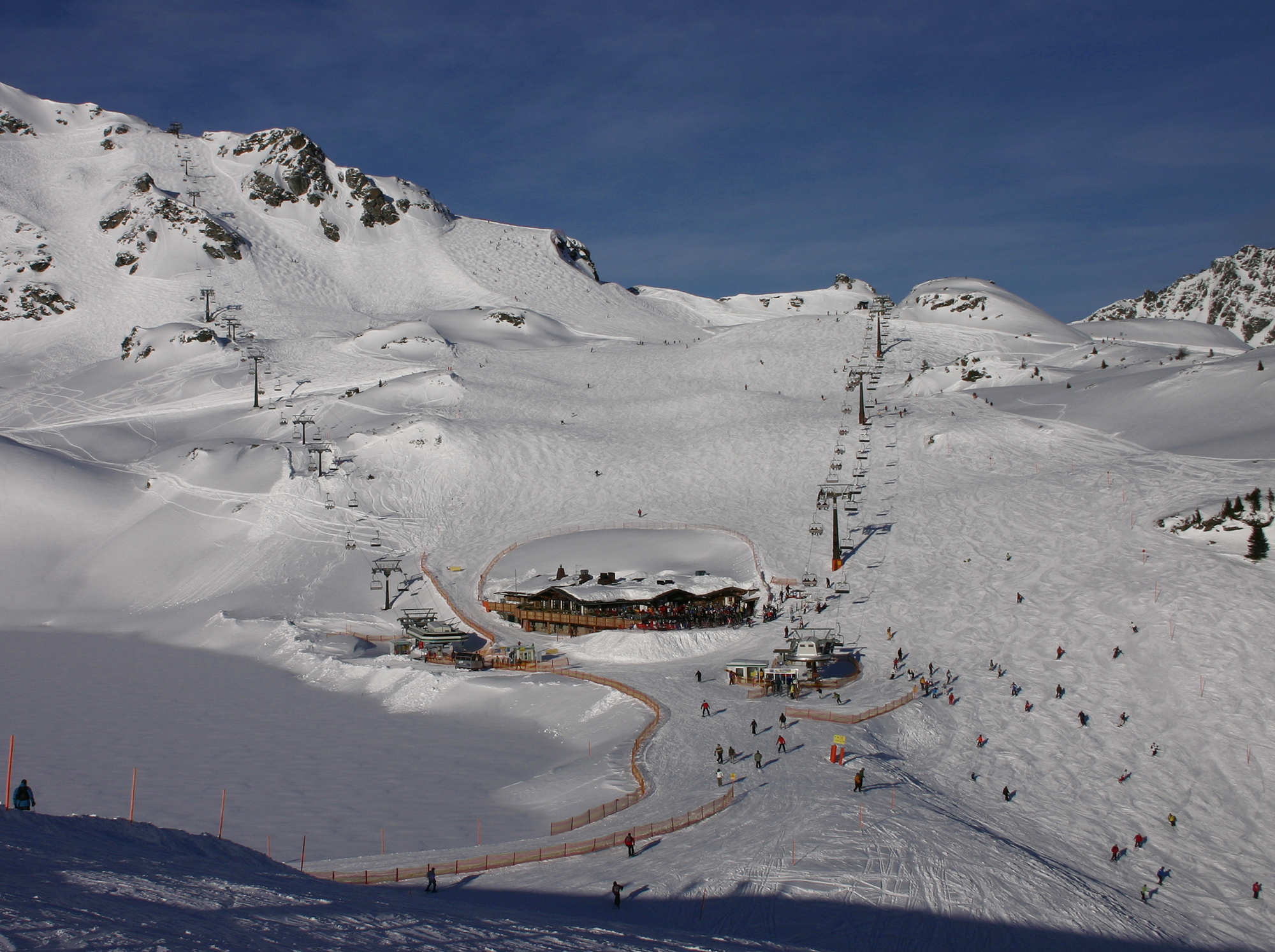
Uno scorcio della stazione sciistica di Obertauern

Obertauern è una stazione sciistica austriaca che si estende sul gruppo montuoso dei Tauri di Radstadt, nel Salisburghese. Si estende nel territorio di due comuni, Tweng e Untertauern.
Attrezzata con oltre 100 km di piste e 26 impianti di risalita, si estende tra i 1000 e i 2526 m s.l.m. ed è attrezzata sia per lo sci alpino sia per lo sci nordico. La stazione ha ospitato una tappa della Coppa del Mondo di biathlon 1990.